# Hop! Skip! Jump!
Hop! Skip! Jump! é o nono álbum da carreira (e o sétimo não-independente) do Duo musical japonês Depapepe.
O álbum, lançado em 2 de Abril de 2008, alcançou a 22a posição da Oricon, e permaneceu por lá durante 7 semanas.

## Faixas
1. FESTA!!
2. Ready! GO!!
3. Great Escape
4. Kinjirareta Koi (禁じられた恋; Forbidden Love)
5. Horizon
6. Tabi no Sora Kara, (旅の空から、; The Journey from the Sky,)
7. Marine Drive
8. ROSY
9. a Bottom (a ボトム; A Bottom)
10. VIVA! JUMP!
11. GIGIO²
12. Sakura Kaze (桜風; Cherry Blossom Wind)